# Lijst van maquettes in Madurodam
Dit is een lijst van maquettes in Madurodam te Den Haag. In deze miniatuurstad zijn maquettes van bekende Nederlandse gebouwen in schaal 1 : 25 te zien.
De bouwwerken staan in onderstaande lijst gerangschikt op de plaatsnaam waar het originele gebouw te vinden is. Aangezien de maquettes in Madurodam van tijd tot tijd worden vernieuwd, staan in de lijst alleen de originele bouwjaren van de maquettes vermeld. Regelmatig worden maquettes bijgeplaatst, terwijl andere worden verwijderd, zo is het dorpje Starpenheuvel met zijn maquettes niet meer te zien.

## Huidige maquettes
| Naam                                                                                  | Plaats                   | Bouwjaar | Foto |
| ------------------------------------------------------------------------------------- | ------------------------ | -------- | ---- |
| DJ Armin van Buuren show                                                              |                          |          |      |
| Aspergevelden                                                                         |                          |          |      |
| Begemann spoorbrug                                                                    |                          |          |      |
| Botenhuis Nereus                                                                      | Amsterdam                |          |      |
| Cutterzuiger                                                                          |                          |          |      |
| Dorpsplein met muziekkapel Leger des Heils                                            |                          |          |      |
| Draaiorgel                                                                            |                          |          |      |
| Eendenkooi                                                                            |                          |          |      |
| Zeilschip Eendracht                                                                   |                          |          |      |
| Esso benzinestation                                                                   |                          |          |      |
| Flatgebouw                                                                            |                          |          |      |
| De Groene Draeck                                                                      |                          |          |      |
| J. Henry Dunant (derde schip met die naam)                                            |                          |          |      |
| Jachthaven                                                                            |                          |          |      |
| Standbeeld van Jantje Beton                                                           |                          |          |      |
| Kassencomplex                                                                         |                          |          |      |
| Kermis                                                                                |                          |          |      |
| KPN-station                                                                           |                          |          |      |
| NAM Olie- en aardgasproductieplatform                                                 |                          |          |      |
| Passagiersschip S.S. Rotterdam                                                        |                          |          |      |
| Scheepswerf                                                                           |                          |          |      |
| Shell-benzinestation                                                                  |                          |          |      |
| Snoepwinkel Jamin                                                                     |                          |          |      |
| Speeltuin Jantje Beton                                                                |                          |          |      |
| Strand                                                                                |                          |          |      |
| Tanker en incidentbestrijdingsvaartuig                                                |                          |          |      |
| Tunnel in aanbouw (BAM groep)                                                         |                          |          |      |
| Sleepboot Zwarte Zee                                                                  |                          |          |      |
| Voetbalstadion                                                                        |                          |          |      |
| Windturbines                                                                          |                          |          |      |
| Zendmast                                                                              |                          |          |      |
| Bloemenveiling Flora Holland                                                          | Aalsmeer                 |          |      |
| Distributiecentrum DHL Alkmaar                                                        | Alkmaar                  |          |      |
| Waag en kaasmarkt                                                                     | Alkmaar                  |          |      |
| Cayenne-Peperwoningen                                                                 | Almere                   |          |      |
| Woonhuis Polderblik                                                                   | Almere                   |          |      |
| Woonwijk Kattenbroek: brugwoningen                                                    | Amersfoort               |          |      |
| Woonwijk Kattenbroek: rondo villa's en rijtjeswoningen Het Masker                     | Amersfoort               |          |      |
| Koppelpoort                                                                           | Amersfoort               |          |      |
| Muurhuizen 27 (Huis Tinnenburg), 25 (Klein Tinnenburg), 1, 3 en 19 (Huis Bollenburgh) | Amersfoort               |          |      |
| Replica van het VOC schip VOC schip Amsterdam                                         | Amsterdam                |          |      |
| Anne Frank Huis                                                                       | Amsterdam                |          |      |
| Begijnhof                                                                             | Amsterdam                |          |      |
| Bols Taverne                                                                          | Amsterdam                |          |      |
| Standbeeld De Dokwerker                                                               | Amsterdam                |          |      |
| Grachtenbuurt met varende boot                                                        | Amsterdam                |          |      |
| Heineken Experience                                                                   | Amsterdam                |          |      |
| Herengracht met grachtenpanden                                                        | Amsterdam                |          |      |
| Homomonument                                                                          | Amsterdam                | 2006     |      |
| Hoofdkantoor ING                                                                      | Amsterdam                |          |      |
| Buurtje in de Jordaan                                                                 | Amsterdam                |          |      |
| Koninklijk Concertgebouw                                                              | Amsterdam                |          |      |
| Koninklijk Paleis op de Dam                                                           | Amsterdam                |          |      |
| Koninklijk Theater Carré                                                              | Amsterdam                |          |      |
| Korenmetershuis                                                                       | Amsterdam                |          |      |
| Magere Brug                                                                           | Amsterdam                |          |      |
| Magna Plaza                                                                           | Amsterdam                |          |      |
| Munttoren                                                                             | Amsterdam                |          |      |
| Museum Het Schip (Spaarndammerplantsoen)                                              | Amsterdam                |          |      |
| Nationaal monument op de Dam                                                          | Amsterdam                |          |      |
| Nieuwe Kerk                                                                           | Amsterdam                |          |      |
| Portugees-Israëlietische Synagoge                                                     | Amsterdam                |          |      |
| Rembrandtplein                                                                        | Amsterdam                |          |      |
| Rijksmuseum                                                                           | Amsterdam                |          |      |
| Scheepvaartmuseum                                                                     | Amsterdam                |          |      |
| Huizenblok Het Schip met Museum Het Schip                                             | Amsterdam                |          |      |
| Schreierstoren                                                                        | Amsterdam                |          |      |
| Tattoo Bob                                                                            | Amsterdam                |          |      |
| Trippenhuis                                                                           | Amsterdam                |          |      |
| Westerkerk                                                                            | Amsterdam                |          |      |
| Zeedijk (De Wallen)                                                                   | Amsterdam                |          |      |
| Paleis Het Loo                                                                        | Apeldoorn                |          |      |
| Standbeeld Bartje                                                                     | Assen                    |          |      |
| ANWB Wegenwachtstation                                                                | Badhoevedorp             |          |      |
| Volkshogeschool                                                                       | Bakkeveen                |          |      |
| Villa Holsberg 79                                                                     | Berg aan de Maas         |          |      |
| Markiezenhof                                                                          | Bergen op Zoom           | 2003     |      |
| Hunebed D27                                                                           | Borger                   |          |      |
| Klompenfabriek B. Roesink                                                             | Borne                    |          |      |
| Kasteel Nijenrode                                                                     | Breukelen                |          |      |
| Broeker veiling                                                                       | Broek op Langedijk       |          |      |
| Friesestraat 9                                                                        | Coevorden                |          |      |
| Gemeenlandshuis                                                                       | Delft                    |          |      |
| Prinsenhof                                                                            | Delft                    |          |      |
| Sociëteit Tyche                                                                       | Delft                    | 1957     |      |
| Voldersgracht                                                                         | Delft                    |          |      |
| Radarinstallatie KNMI                                                                 | De Bilt                  |          |      |
| Reddingbotenstation KNRM Texel                                                        | De Cocksdorp             |          |      |
| Opgraving Romeins schip                                                               | De Meern                 |          |      |
| AFAS Circustheater                                                                    | Den Haag                 |          |      |
| Binnenhof met de Gouden Koets tijdens Prinsjesdag                                     | Den Haag                 |          |      |
| Hoge Raad                                                                             | Den Haag                 |          |      |
| Hotel Des Indes                                                                       | Den Haag                 |          |      |
| Huys Clingendael                                                                      | Den Haag                 |          |      |
| Indisch Monument                                                                      | Den Haag                 |          |      |
| Johan de Witthuis                                                                     | Den Haag                 |          |      |
| Koninklijke Schouwburg                                                                | Den Haag                 |          |      |
| Mauritshuis                                                                           | Den Haag                 |          |      |
| Ministerie van Infrastructuur en Milieu                                               | Den Haag                 |          |      |
| Oude Stadhuis                                                                         | Den Haag                 |          |      |
| Paleis Huis ten Bosch                                                                 | Den Haag                 |          |      |
| De Passage                                                                            | Den Haag                 |          |      |
| The Sting                                                                             | Den Haag                 |          |      |
| De Volharding                                                                         | Den Haag                 |          |      |
| Vredespaleis                                                                          | Den Haag                 |          |      |
| TESO-veer Dokter Wagemaker                                                            | Den Helder-'t Horntje    |          |      |
| De Brink met het Speelgoedmuseum                                                      | Deventer                 |          |      |
| Deventer Koekhuisje                                                                   | Deventer                 |          |      |
| Huis Proosdij                                                                         | Deventer                 |          |      |
| Bergstraat                                                                            | Doesburg                 |          |      |
| De Waag                                                                               | Doesburg                 |          |      |
| Meipoortstraat                                                                        | Doesburg                 |          |      |
| Kassencomplex                                                                         | Dokkum                   |          |      |
| Spoorbrug Dordrecht (Zwijndrechtse Brug)                                              | Dordrecht-Zwijndrecht    |          |      |
| Houten huis (Achterhaven 105)                                                         | Edam                     |          |      |
| Station Enkhuizen                                                                     | Enkhuizen                | Ca. 1985 |      |
| Koninklijk Eise Eisinga Planetarium                                                   | Franeker                 |          |      |
| Martenastins                                                                          | Franeker                 |          |      |
| Stadhuis van Gouda                                                                    | Gouda                    |          |      |
| Goudkantoor                                                                           | Groningen                |          |      |
| Groninger Museum                                                                      | Groningen                |          |      |
| House of Father Tuck (Jozef Israëlsstraat 31)                                         | Groningen                |          |      |
| Noordelijk Scheepvaartmuseum                                                          | Groningen                |          |      |
| Ommelanderhuis                                                                        | Groningen                |          |      |
| Sociëteit Vindicat                                                                    | Groningen                |          |      |
| Station Groningen met standbeeld Peerd van Ome Loeks                                  | Groningen                | 1981     |      |
| NAM gas productielocatie                                                              | provincie Groningen      |          |      |
| Frans Hals Museum                                                                     | Haarlem                  |          |      |
| Moderne woningwetwoningen                                                             | Haarlem                  |          |      |
| Oostendorper watermolen                                                               | Haaksbergen              |          |      |
| Donkerstraat 26 en 28                                                                 | Harderwijk               |          |      |
| Grote Marktstraat 4                                                                   | Harderwijk               |          |      |
| Brugwachtershuisje aan het Zwarte Water                                               | Hasselt                  |          |      |
| Zeeuwse boerderij Arendshoeve                                                         | 's-Heer Arendskerke      |          |      |
| Mebin betonmortelcentrale                                                             | 's-Hertogenbosch         |          |      |
| De Moriaan                                                                            | 's-Hertogenbosch         |          |      |
| Sint-Janskathedraal                                                                   | 's-Hertogenbosch         |          |      |
| AVRO-studio                                                                           | Hilversum                |          |      |
| Nederlands Instituut voor Beeld en Geluid                                             | Hilversum                |          |      |
| Studio21                                                                              | Hilversum                |          |      |
| HSS Stena Discovery                                                                   | Hoek van Holland-Harwich |          |      |
| Stena Line Koningin Beatrix                                                           | Hoek van Holland-Harwich |          |      |
| Jachthuis Sint-Hubertus                                                               | Hoenderloo               |          |      |
| Bornrif (Vuurtoren Ameland)                                                           | Hollum                   |          |      |
| Restaurant 'Huis met de Duivengaten'                                                  | Hoogeveen                |          |      |
| De Hoogmadese Molen (De Heerlijkheid)                                                 | Hoogmade                 |          |      |
| De Efteling met Holle Bolle Gijs, Langnek en de muzikale paddenstoelen                | Kaatsheuvel              | 2002     |      |
| Gotisch huis                                                                          | Kampen                   |          |      |
| Stadhuis van Kampen                                                                   | Kampen                   |          |      |
| Poldermolens Kinderdijk                                                               | Kinderdijk               |          |      |
| Drakensteyn                                                                           | Lage Vuursche            |          |      |
| Academiegebouw                                                                        | Leiden                   |          |      |
| Rapenburg                                                                             | Leiden                   |          |      |
| ANWB Test- en trainingscentrum                                                        | Lelystad                 |          |      |
| Ir. D.F. Woudagemaal                                                                  | Lemmer                   |          |      |
| Brabantse boerderij                                                                   | Liempde                  |          |      |
| Bloembollenvelden                                                                     | Lisse                    |          |      |
| Hervormde kerk                                                                        | Maasdijk                 |          |      |
| Helpoort                                                                              | Maastricht               |          |      |
| Onze-Lieve-Vrouwe Basiliek                                                            | Maastricht               |          |      |
| Zendmast Markelo                                                                      | Markelo                  |          |      |
| Kuiperspoort                                                                          | Middelburg               |          |      |
| Café De Zwarte Ruiter                                                                 | Middelburg               |          |      |
| Westfriese Stolpboerderij                                                             | Middenbeemster           |          |      |
| Moerdijkbrug en de HSL spoorbrug over het Hollandsch Diep                             | Moerdijk-Willemsdorp     |          |      |
| Muiderslot                                                                            | Muiden                   |          |      |
| Standbeeld van Jan Amos Comenius                                                      | Naarden                  |          |      |
| Spaanse Huis                                                                          | Naarden                  |          |      |
| Prinses Beatrixsluizen                                                                | Nieuwegein               |          |      |
| Stadhuis                                                                              | Nieuwpoort               |          |      |
| Barbarossa-ruïne                                                                      | Nijmegen                 |          |      |
| Belvédère                                                                             | Nijmegen                 |          |      |
| Besiendershuis                                                                        | Nijmegen                 |          |      |
| Noviomagus (Godenpijler)                                                              | Nijmegen                 |          |      |
| Sint-Nicolaaskapel                                                                    | Nijmegen                 |          |      |
| CORPUS reis door de mens                                                              | Oegstgeest               |          |      |
| Vos Logistics                                                                         | Oss                      |          |      |
| Standbeeld Ot en Sien                                                                 | Roden                    |          |      |
| Muziekkoepel                                                                          | Roermond                 |          |      |
| Stadhuis van Roermond                                                                 | Roermond                 |          |      |
| Spido-schip Abel Tasman                                                               | Rotterdam                |          |      |
| Boompjes-paviljoen                                                                    | Rotterdam                |          |      |
| Containeroverslag Haven van Rotterdam                                                 | Rotterdam                |          |      |
| Delftse Poort                                                                         | Rotterdam                |          |      |
| Erasmusbrug                                                                           | Rotterdam                |          |      |
| Euromast, met 7,4 meter het hoogste bouwwerk van Madurodam                            | Rotterdam                |          |      |
| Olieraffinaderij ExxonMobile                                                          | Rotterdam                |          |      |
| De Hef                                                                                | Rotterdam                |          |      |
| De Maas                                                                               | Rotterdam                |          |      |
| Maeslantkering                                                                        | Rotterdam                |          |      |
| Nederlands Architectuurinstituut                                                      | Rotterdam                |          |      |
| Hotel New York voormalig directiegebouw van de Holland-Amerika lijn                   | Rotterdam                |          |      |
| Kantoor van de Rotterdam-Rijn Pijpleiding Maatschappij                                | Rotterdam                |          |      |
| Patrouilleschip Port of Rotterdam RPA12                                               | Rotterdam                |          |      |
| Station Rotterdam Blaak                                                               | Rotterdam                |          |      |
| Hoofdkantoor Unilever                                                                 | Rotterdam                |          |      |
| Van Brienenoordbrug                                                                   | Rotterdam                |          |      |
| Vopak olieopslag                                                                      | Rotterdam                |          |      |
| Bezoekerscentrum Dwingelderveld                                                       | Ruinen                   |          |      |
| Molen de Nieuwe Palmboom                                                              | Schiedam                 |          |      |
| Amsterdam Airport Schiphol                                                            | Schiphol                 |          |      |
| HSL-tunnel                                                                            | Schiphol                 |          |      |
| Zouteveense- en Holiërhoekse poldergemaal                                             | Schipluiden              |          |      |
| Waterpoort van Sneek                                                                  | Sneek                    | 1976     |      |
| Streekmuseum Goeree-Overflakkee                                                       | Sommelsdijk              |          |      |
| Beeld De Held van Haarlem                                                             | Spaarndam                |          |      |
| Huize Dorrepaal (Buitenplaats Leeuwenbergh)                                           | Stompwijk                |          |      |
| Molendriegang Nieuwe Driemanspolder                                                   | Stompwijk                |          |      |
| Klooster Ter Apel                                                                     | Ter Apel                 |          |      |
| Rioolwaterzuiveringsinstallatie Tholen                                                | Tholen                   |          |      |
| Perserij Jamfabriek “De Betuwe” met het standbeeld van Flipje                         | Tiel                     |          |      |
| TextielMuseum                                                                         | Tilburg                  |          |      |
| Domtoren, ter gelegenheid van het 600-jarig bestaan van de Domtoren                   | Utrecht                  | 1983     |      |
| Kantongerecht                                                                         | Utrecht                  |          |      |
| Lichte gaard                                                                          | Utrecht                  |          |      |
| Oudegracht                                                                            | Utrecht                  |          |      |
| Rietveld Schröderhuis                                                                 | Utrecht                  |          |      |
| Stadhuis van Utrecht                                                                  | Utrecht                  |          |      |
| Stadskasteel Oudaen                                                                   | Utrecht                  |          |      |
| Station Utrecht Centraal                                                              | Utrecht                  |          |      |
| Standbeeld van Koningin Wilhelmina in het Wilhelminapark                              | Utrecht                  |          |      |
| Winkel van Sinkel                                                                     | Utrecht                  |          |      |
| Spaans Leenhof                                                                        | Valkenburg               |          |      |
| Station Valkenburg                                                                    | Valkenburg               |          |      |
| Het Lammetje                                                                          | Veere                    |          |      |
| In den Struys                                                                         | Veere                    |          |      |
| Marsfabriek                                                                           | Veghel                   |          |      |
| Huize Schreurs                                                                        | Venlo                    |          |      |
| Visbank                                                                               | Vlaardingen              |          |      |
| Wagenveer Vlaardingen-Pernis                                                          | Vlaardingen-Pernis       |          |      |
| Veerboot Seagull Ferries Britannia                                                    | Vlissingen-Sheerness     |          |      |
| Hotel de Wereld met 5 mei-defilé                                                      | Wageningen               | 1995     |      |
| Huys te Warmont                                                                       | Warmond                  |          |      |
| Geboortehuis van George Maduro, de enige maquette in Madurodam van buiten Nederland   | Willemstad (Curaçao)     | 1993     |      |
| Zuid-Hollandse boerderij                                                              | Woerden                  |          |      |
| Friese Kop-hals-romp boerderij                                                        | Wûnseradiel              |          |      |
| Paltrokmolen De Held Jozua                                                            | Zaandam                  |          |      |
| Het Wapen van Gelderland                                                              | Zaltbommel               |          |      |
| Poststraat met huis De Haene (Tempeliershuis)                                         | Zierikzee                |          |      |
| 's Gravensteen                                                                        | Zierikzee                |          |      |
| Recreatiebos De Balij                                                                 | Zoetermeer               |          |      |
| Bouwhuis                                                                              | Zoetermeer               |          |      |
| Watertoren De Tien Gemeenten                                                          | Zoetermeer               |          |      |
| Hof van Ittersum                                                                      | Zwolle                   |          |      |
| Melkmarkt 10                                                                          | Zwolle                   |          |      |
| Sassenpoort                                                                           | Zwolle                   |          |      |

## Verdwenen maquettes
| Naam                                                        | Plaats               | Bouw- en sloopjaar | Extra informatie | Foto |
| ----------------------------------------------------------- | -------------------- | ------------------ | --- | --- |
| Accijnshuisje                                               |                      |                    | | |
| Advocatenkantoor                                            |                      |                    | | |
| Ambachtsschool                                              |                      |                    | | |
| Begijnhof                                                   |                      | 1952-              | | |
| B. Boon-van der Starpplein                                  |                      |                    | | |
| Congresgebouw Bouma-huis                                    |                      | 1954-              | | |
| Burgemeesterswoning                                         |                      |                    | | |
| Centraal Station                                            |                      |                    | | |
| Schip Friesland                                             |                      |                    | | |
| Gashouder van de OGEM                                       |                      |                    | | |
| George Maduro-Kazerne                                       |                      | 1954-              | | |
| Havenstation                                                |                      |                    | Thans station Utrecht | |
| Schip Koningin Juliana                                      |                      |                    | | |
| Korenmolen                                                  |                      |                    | | |
| Lagere school                                               |                      |                    | | |
| Loodsen van Van Gend en Loos                                |                      |                    | | |
| Luchtlandingsoefening                                       |                      |                    | | |
| Lunapark                                                    |                      | 1955-              | | |
| Manege                                                      |                      |                    | | |
| Middeleeuws stadscentrum                                    |                      |                    | Een bijzonder schilderachtig complex, in prachtige middeleeuwse stijl, waaraan de karakteristieke namen van de huizen nog een speciaal cachet verlenen: de Gecroonde Leerse, de Laatste Slok, het Huis in 't Paradijs, Huis de Engel, de Oude Schuttersdoelen, Huize de Blauwe Walvis, In het Wapen van Laagland, Huize de Twee Gebroeders, Huize de Samaritaan, het Huis de Eenhoorn, het Huis die Hope en het West-Indische Huis | Een bijzonder schilderachtig complex, in prachtige middeleeuwse stijl, waaraan de karakteristieke namen van de huizen nog een speciaal cachet verlenen: de Gecroonde Leerse, de Laatste Slok, het Huis in 't Paradijs, Huis de Engel, de Oude Schuttersdoelen, Huize de Blauwe Walvis, In het Wapen van Laagland, Huize de Twee Gebroeders, Huize de Samaritaan, het Huis de Eenhoorn, het Huis die Hope en het West-Indische Huis |
| Middeleeuwse stadswijk                                      |                      |                    | Stadsweeshuis, Hofje van Maria van Laagland, Heerenlogement, voormalige Stalgebouwen (thans hotelgarage), met daarachter de woningen van het stalpersoneel; het Wijnkopers-Gildehuls; de Hoefsmederij met aan de overzijde de Travaille, het Makelaarscomptoir, de Bank van Lening, Gotisch stenen huis Het Lammetje, voormalige Refugium, Latijnse School, Rectoraat en de Nieuwe of St. Jorisdoelen                              | |
| Middenstandstraat                                           |                      |                    | Met de Haagse firma's: Van Kempen, Begeer en Vos, Lensvelt Nicola, Palthe N.V. en Pfaff Nederland. Verderop ook: Boekhandel Van Stockum & Zoon, apotheek KNMP | Met de Haagse firma's: Van Kempen, Begeer en Vos, Lensvelt Nicola, Palthe N.V. en Pfaff Nederland. Verderop ook: Boekhandel Van Stockum & Zoon, apotheek KNMP |
| Midget-golf                                                 |                      |                    | | |
| Minderbroederskerk (thans Waalse Gemeente)                  |                      |                    | | |
| Olieveld met ja-knikker                                     |                      |                    | | |
| Schip de Oranje                                             |                      |                    | | |
| Shell-benzinestation                                        |                      |                    | | |
| Spar-supermarkt                                             |                      |                    | | |
| Sportcomplex                                                |                      |                    | | |
| Spuihuis                                                    |                      |                    | | |
| Stadswallen                                                 |                      |                    | | |
| Standbeeld De rattenvanger van Hamelen                      |                      |                    | | |
| Standbeeld van Willem Duys                                  |                      |                    | | |
| Het dorp Starpenheuvel                                      |                      |                    | Genoemd naar Bep Boon-van der Starp | |
| Station Starpenheuvel                                       |                      |                    | | |
| Telefoongebouw                                              |                      |                    | | |
| Tramremise                                                  |                      |                    | | |
| Verkeerstuin                                                |                      |                    | | |
| Gebouw van de VIVO (Vrijwillige In- en Verkoop Organisatie) |                      |                    | | |
| Volkstuintjes                                               |                      |                    | | |
| Watersportcentrum                                           |                      |                    | | |
| Wegenwachtstation                                           |                      |                    | | |
| Schip Willem Ruys                                           |                      |                    | | |
| Woningbouw uit 1920                                         |                      |                    | | |
| Amsterdamse Effectenbeurs                                   | Amsterdam            |                    | | |
| Hoofdkantoor AMRO Bank                                      | Amsterdam            |                    | | |
| Cineacgebouw                                                | Amsterdam            |                    | | |
| Diamantslijperij Holshuijsen-Stoeltie                       | Amsterdam            |                    | | |
| N.V. Nederlandsche Ford Automobiel Fabriek                  | Amsterdam            |                    | | |
| Opleidingsschool voor blindengeleidehonden                  | Amsterdam            |                    | | |
| Pakhuizen De Vijf Zinnen                                    | Amsterdam            |                    | | |
| Kristalbad                                                  | Apeldoorn            |                    | | |
| Motel Arnhem                                                | Arnhem               |                    | | |
| Kantoor der Ned. Heidemaatschappij                          | Arnhem               |                    | | |
| Dienstencentrum voor bejaarden                              | Axel                 |                    | | |
| Boomkwekerijen                                              | Boskoop              |                    | | |
| Warenhuis De Bijenkorf                                      | Den Haag             |                    | | |
| Drukkerij Tijl                                              | Den Haag             |                    | | |
| popconcert Golden Earring                                   | Den Haag             |                    | | |
| Kantoor Haagsche Courant                                    | Den Haag             |                    | De lichtkrant onder de planetariumkoepel bestond uit een bewegende celluloidstrook en werd dagelijks bijgewerkt. | |
| HEMA                                                        | Den Haag             |                    | | |
| Restaurant In 't Gemeste Schaap                             | Den Haag             |                    | | |
| Koninklijke Bibliotheek                                     | Den Haag             |                    | | |
| N.V. Meel- en Broodfabriek De Zeeuw, B. Hus                 | Den Haag             |                    | | |
| Hoofdkantoor Nationale-Nederlanden N.V.                     | Den Haag             |                    | | |
| Gebouw van de Nederlandsche Middenstandsbank                | Den Haag             |                    | | |
| Pageshuis                                                   | Den Haag             |                    | | |
| Gebouw Sociaal-Economische Raad                             | Den Haag             |                    | | |
| Spinozahuis                                                 | Den Haag             |                    | | |
| L. A. van Tour en Zoon N.V.                                 | Den Haag             |                    | | |
| Veerboot Koningin Wilhelmina                                | Den Helder-Texel     |                    | | |
| KNAC anti-slipschool                                        | Drachten             |                    | | |
| Kultureel Centrum De Lawei                                  | Drachten             |                    | | |
| Centrale Rabobank                                           | Eindhoven            |                    | | |
| Evoluon                                                     | Eindhoven            | -2012              | | |
| Station Eindhoven                                           | Eindhoven            | 1982-2017          | De maquette werd in 2007 weggehaald om plaats te maken voor een model van Station Utrecht Centraal. De Eindhovense maquette kreeg een nieuwe plaats in het Stadhuis van Eindhoven, maar is later alsnog gesloopt vanwege de slechte staat waarin deze verkeerde. | De maquette werd in 2007 weggehaald om plaats te maken voor een model van Station Utrecht Centraal. De Eindhovense maquette kreeg een nieuwe plaats in het Stadhuis van Eindhoven, maar is later alsnog gesloopt vanwege de slechte staat waarin deze verkeerde. |
| Stedelijk Van Abbemuseum                                    | Eindhoven            |                    | | |
| kaatsveld Het Sternse Slotland                              | Franeker             |                    | | |
| Sint-Martinuskerk                                           | Gennep               |                    | | |
| Koninklijke Brink/Molyn BV                                  | Groot-Ammers         |                    | | |
| Romeinse thermen                                            | Heerlen              | 1978-              | | |
| Kubuswoningen                                               | Helmond              |                    | | |
| Koning Willem I kazerne                                     | 's-Hertogenbosch     |                    | | |
| Raadhuis van Hilversum                                      | Hilversum            | 1957-2019          | | |
| Studio Sesamstraat                                          | Hilversum            |                    | | |
| Openbare bibliotheek                                        | Hoensbroek           |                    | | |
| Korenmolen De Valk                                          | Leiden               |                    | | |
| Coöp. Condensfabriek Friesland                              | Leeuwarden           |                    | | |
| Dekenfabriek J.C. Zaalberg & Zoon                           | Leiden               | 1964-              | | |
| Hellingbos met kabelbaan                                    | Limburg              |                    | | |
| Grote kerk                                                  | Middelburg           |                    | | |
| Johnson Europlant N.V.                                      | Mijdrecht            |                    | | |
| Electrabel Elektriciteitscentrale Gelderland                | Nijmegen             | -2016              | Het originele gebouw in Nijmegen werd in 2017 gesloopt | |
| Kasteel Voordensteyn                                        | Oostvoorne           | 1956-jaren 80      | | |
| Coöperatieve Suikerfabriek                                  | Puttershoek          | 1966-              | | |
| Huis van de Toekomst                                        | Rosmalen             |                    | | |
| Diergaarde Blijdorp                                         | Rotterdam            |                    | | |
| Europe Container Terminus                                   | Rotterdam            |                    | | |
| Gemeente Bibliotheek                                        | Rotterdam            |                    | | |
| Golfcenter                                                  | Rotterdam            |                    | | |
| Café Joh. de Kuyper & Zn                                    | Rotterdam            |                    | | |
| Verenigde Néd. Brouwerijen d'Oranjeboom N.V.                | Rotterdam            |                    | | |
| Kantoor Pakhoed holding                                     | Rotterdam            |                    | | |
| Trompenburg Tuinen & Arboretum                              | Rotterdam            |                    | | |
| Rijnlands Lyceum                                            | Sassenheim           |                    | | |
| Coöperatieve Zuivelfabriek                                  | Schoonebeek          |                    | | |
| Hoofdpostkantoor Keulse Poort                               | Venlo                | -2015              | | |
| Delta Hotel                                                 | Vlaardingen          |                    | | |
| Koninklijke van Kempen & Begeer Zilverfabriek               | Voorschoten          |                    | | |
| Tikibad Duinrell                                            | Wassenaar            |                    | | |
| Breedestraat                                                | Willemstad (Curaçao) |                    | | |
| Fort Amsterdam                                              | Willemstad (Curaçao) |                    | | |
| Waterfort                                                   | Willemstad (Curaçao) |                    | | |
| Hydraulische windturbine                                    | Winsum               |                    | | |
| N.V. Houthandel v/h William Pont                            | Zaandam              |                    | | |
| Bibliotheek                                                 | Zeewolde             |                    | | |
| Vakgemaal De Leyens                                         | Zoetermeer           |                    | | |
| Zonnewoningen                                               | Zoetermeer           |                    | | |